# Federica Marzi
Federica Marzi (Roma, 14 gennaio 1990) è un'ex calciatrice e giocatrice di calcio a 5 italiana.

## Biografia
Federica Marzi nasce a Roma e cresce con la famiglia nel quartiere Donna Olimpia dove benché inizi l'attività sportiva con il karate si appassiona al calcio decidendo di tesserarsi con la locale società di calcio per approfondire la sua preparazione tecnica.

## Carriera

### Club
A 10 anni Federica Marzi si iscrive alla scuola calcio dell'Olimpia venendo inserita nelle formazioni miste e giocando con i maschietti fino alla categoria Esordienti e fino al raggiungimento dell'età massima consentita dalla federazione.
Notata dai selezionatori della Lazio viene contattata dalla società biancazzurra che le offre l'opportunità di continuare a giocare in una formazione interamente femminile inserendola in rosa con le sue giovanili ma per i primi anni ha fatto la panchina giocando solamente pochi minuti a partita. A soli 14 anni riceve la sua prima convocazione con la prima squadra militante nel campionato nazionale di Serie A. Ha poi vestito le casacche del Civitavecchia, dell'Eurnova e della Roma dove ha avuto un peggioramento a livello calcistico.
Dal 2012 trova un accordo con la Res Roma, squadra allenata dal mister Melillo che punta alla promozione dalla Serie A2. Marzi fa il suo esordio con la maglia della Res durante la stagione 2012-2013, al termine della quale conquista la storica promozione in Serie A. Le stagioni si rivelano difficili e sfortunate a causa di numerosi infortuni che ne compromettono l'utilizzo sui campi di gioco, tuttavia la società le rinnova la fiducia anche per la stagione 2015-2016 ma con esito purtroppo negativo.

### Nazionale
Marzi vanta poche presenze nella Nazionale italiana Under-17.

## Palmarès
- Campionato italiano di Serie A2: 1

Res Roma: 2012-2013